# Jean-Paul Wahl

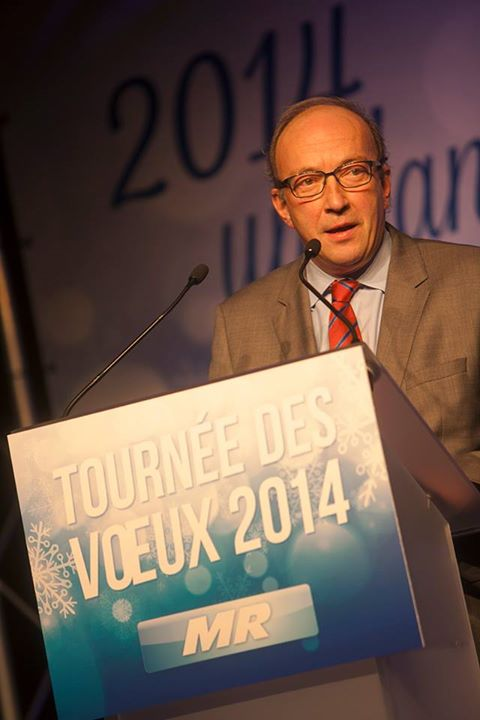
Jean-Paul Wahl in 2014

Jean-Paul Wahl (Ukkel, 17 november 1955) is een Belgisch politicus voor de MR.

## Levensloop
Wahl behaalde in 1980 het diploma van licentiaat in de rechten aan de UCL en vestigde zich als advocaat in Geldenaken, waar hij een eigen advocatenkantoor opende. 
Hij werd politiek actief voor de liberale PRL, sinds 2002 MR genaamd, en werd voor de partij in oktober 1988 verkozen tot gemeenteraadslid van Geldenaken. In 1992 werd hij schepen van de gemeente, bevoegd voor Cultuur. Na de gemeenteraadsverkiezingen van 1994 bleef Wahl schepen van Cultuur en kreeg hij er de bevoegdheden Financiën en Ruimtelijke Ordening. Nadat burgemeester Louis Michel minister van Buitenlandse Zaken werd in de federale regering, werd Wahl in juli 1999 waarnemend burgemeester van Geldenaken. In 2004 werd hij de effectieve burgemeester van de gemeente toen Louis Michel lid van de Europese Commissie werd. Dit mandaat oefende hij uit tot in 2018, zij het vanaf 2014 titelvoerend, na de invoering van de gedeeltelijke decumul in het Waals Parlement. 
Bij de eerste rechtstreekse Waalse verkiezingen van juni 1995 werd Wahl verkozen in het arrondissement Nijvel en nam hij zitting in het Waals Parlement en het Parlement van de Franse Gemeenschap. In dit laatste parlement werd Wahl van 1995 tot 1999 voorzitter van de commissie Cultuur, Media en Bioscopen en van 1999 tot 2004 voorzitter van de PRL- en daarna de MR-fractie. Bij de Waalse verkiezingen van juni 2004 stond hij als eerste opvolger op de lijst, maar omdat MR niet kon terugkeren in de Waalse regering, greep hij naast een zetel. 
In juli 2006 nam Pierre Boucher ontslag om provinciale functies op te nemen, waardoor Wahl uiteindelijk toch opnieuw in het Waals Parlement en het Parlement van de Franse Gemeenschap kon zetelen. In dit laatste parlement was hij van 2007 tot 2009 vicevoorzitter van de commissie Financiën, Begroting, Algemene Zaken en Sport. Na de verkiezingen van 2009 werd Wahl in het Waals Parlement lid van de commissie Algemene Zaken en Toerisme en in het Franse Gemeenschapsparlement lid van de commissie Onderwijs en de commissie Cultuur, Jeugd, Media, Bioscopen, Gezondheid en Gelijke Kansen. Vijf jaar later, na de verkiezingen van 2014, werd Wahl tot 2017 secretaris van het Waals Parlement en vicevoorzitter van de commissie Onderwijs in het Parlement van de Franse Gemeenschap. Daarnaast werd hij in het Waals Parlement lid van de commissies Algemene Zaken en Internationale Betrekkingen (tot 2015) en Openbare Werken, Sociale Actie en Gezondheid (tot 2017).
In juli 2017 werd Wahl fractievoorzitter voor de MR in het Waals Parlement, een functie die hij bekleedde tot aan de Waalse verkiezingen van juni 2024. Ook was hij van juni tot september 2019 tijdelijk secretaris van deze assemblee. Na de verkiezingen van 2024 was Wahl vanaf 25 juni 2024 tijdelijk voorzitter van het Waals Parlement en vanaf 2 juli 2024 tijdelijk voorzitter van het Parlement van de Franse Gemeenschap. Hij bekleedde beide mandaten tot 15 respectievelijk 16 juli 2024, toen de nieuwe Waalse Gewestregering en Franse Gemeenschapsregering werden geïnstalleerd.
Sinds 2014 is Wahl eveneens deelstaatsenator in de Belgische Senaat. Van oktober 2014 tot juli 2017 leidde hij er de MR-fractie. Bovendien is hij sinds 2004 voorzitter van de Waals-Brabantse MR-afdeling. Na de verkiezingen van 2019 zat hij als uittredend senator met de meeste jaren als parlementslid tijdelijk de vergadering van de Senaat voor. Daarna was hij tot oktober 2019 opnieuw MR-fractievoorzitter in de Senaat. Na de verkiezingen van 2024 zat hij als langstzittende parlementslid opnieuw de openingszitting van de Senaat voor.
Daarbovenop is hij sinds 2004 voorzitter van de MR-federatie van Waals-Brabant. Tevens nam hij verschillende bestuursmandaten op: van 2002 tot 2010 bij de Fondation Rurale, de Waalse overheidsdienst voor plattelandsontwikkeling, en van 2004 tot 2007 bij de Waalse Watermaatschappij (SWDE). 